# Матео Чавес
Мате́о Ча́вес Гарсі́я (ісп. Mateo Chávez García; нар. 11 травня 2004) — мексиканський футболіст, захисник нідерландського клубу  АЗ і збірної Мексики.

## Клубна кар'єра

### «Гвадалахара»
Вихованець клубу «Гвадалахара». 29 вересня 2022 року дебютував за резервну команду «Тапатіо» в матчі Ліги де Експансьйон проти «Венадоса». 8 вересня 2023 року в поєдинку проти клубу «Мінерос де Сакатекас» забив свій перший гол у кар'єрі.
13 січня 2024 року дебютував в основному складі «Гвадалахари» в матчі Ліги MX проти клубу «Сантос Лагуна». 8 лютого в поєдинку проти канаднського «Форджа» дебютував у Кубку чемпіонів КОНКАКАФ. 28 липня 2024 року в матчі проти американського клубу «Сан-Хосе Ерсквейкс» дебютував у Кубку ліг.

### АЗ
15 травня 2025 року перейшов у нідерландський АЗ, підписавши п'ятирічний контракт. Сума трансферу становила 2 млн євро. 7 серпня дебютував за АЗ в матчі кваліфікації Ліги конференції УЄФА проти ліхтенштейнського «Вадуца», замінивши Меса де Віта. 10 серпня 2025 року в поєдинку проти «Гронінгена» дебютував в Ередивізі.

## Кар'єра в збірній
Виступав за збірну Мексики до 23 років.
У травні 2025 року вперше викликаний до збірної Мексики головним тренером Хав'єром Агірре для участі в товариських матчах проти збірних Швейцарії та Туреччини. 7 червня в поєдинку зі Швейцарією дебютував за збірну Мексики, вийшовши в стартовому складі.
В червні 2025 року потрапив до заявки збірної Мексики для участі в матчах Золотого кубку КОНКАКАФ 2025 в США та Канаді. На турнірі провів три матчі, а його команда здобула трофей, перемігши у фіналі збірну США.

## Особисте життя
Син колишнього мексиканського футболіста Пауло Чавеса, відомого виступами за збірну Мексики.

## Статистика виступів

### Клубна статистика
Станом на 14 серпня 2025
| Клуб              | Сезон             | Чемпіонат              | Чемпіонат | Чемпіонат | Кубок | Кубок | Континентальні | Континентальні | Інші  | Інші | Всього | Всього |
| Клуб              | Сезон             | Дивізіон               | Матчі     | Голи      | Матчі | Голи  | Матчі          | Голи           | Матчі | Голи | Матчі  | Голи   |
| ----------------- | ----------------- | ---------------------- | --------- | --------- | ----- | ----- | -------------- | -------------- | ----- | ---- | ------ | ------ |
| Тапатіо           | 2022–23           | Ліга де Експансьйон MX | 27        | 0         | —     | —     | —              | —              | 2     | 0    | 29     | 0      |
| Тапатіо           | 2023–24           | Ліга де Експансьйон MX | 12        | 2         | —     | —     | —              | —              | —     | —    | 12     | 2      |
| Тапатіо           | Всього            | Всього                 | 39        | 2         | —     | —     | —              | —              | 2     | 0    | 41     | 2      |
| Гвадалахара       | 2023–24           | Ліга МХ                | 11        | 0         | –     | –     | 2              | 0              | –     | –    | 13     | 0      |
| Гвадалахара       | 2024–25           | Ліга МХ                | 26        | 0         | –     | –     | 3              | 0              | 2     | 0    | 31     | 0      |
| Гвадалахара       | Всього            | Всього                 | 37        | 0         | 0     | 0     | 5              | 0              | 2     | 0    | 44     | 0      |
| АЗ                | 2025–26           | Ередивізі              | 1         | 0         | 0     | 0     | 2              | 0              | 0     | 0    | 3      | 0      |
| Всього за кар'єру | Всього за кар'єру | Всього за кар'єру      | 77        | 2         | 0     | 0     | 7              | 0              | 4     | 0    | 88     | 2      |

1. ↑  Матчі в Чемпіон чемпіонів
2. 1 2  Матчі в Кубку чемпіонів КОНКАКАФ
3. ↑  Матчі в Кубку ліг
4. ↑  Матчі в Лізі конференцій УЄФА

### Міжнародна статистика
Станом на 3 липня 2025 
| Збірна            | Сезон             | Товариські | Товариські | Офіційні | Офіційні | Всього | Всього |
| Збірна            | Сезон             | Матчі      | Голи       | Матчі    | Голи     | Матчі  | Голи   |
| ----------------- | ----------------- | ---------- | ---------- | -------- | -------- | ------ | ------ |
| Мексика           |                   |            |            |          |          |        |        |
| 2025              | 1                 | 0          | 3          | 0        | 4        | 0      |        |
| Всього за кар'єру | Всього за кар'єру | 1          | 0          | 3        | 0        | 4      | 0      |

### Матчі за збірну
Станом на 3 липня 2025 
| Матчі Матео Чавеса за збірну Мексики | Матчі Матео Чавеса за збірну Мексики | Матчі Матео Чавеса за збірну Мексики | Матчі Матео Чавеса за збірну Мексики | Матчі Матео Чавеса за збірну Мексики | Матчі Матео Чавеса за збірну Мексики | Матчі Матео Чавеса за збірну Мексики | Матчі Матео Чавеса за збірну Мексики |
| №                                    | Дата                                 | Суперник                             | Рахунок                              | Голи                                 | Картки                               | Хвилини                              | Змагання                             |
| ------------------------------------ | ------------------------------------ | ------------------------------------ | ------------------------------------ | ------------------------------------ | ------------------------------------ | ------------------------------------ | ------------------------------------ |
| 1                                    | 7 червня 2025                        | Швейцарія                            | 2–4                                  |                                      |                                      | 90'                                  | Товариський матч                     |
| 2                                    | 23 червня 2025                       | Коста-Рика                           | 0–0                                  |                                      |                                      | 70'                                  | Золотий кубок КОНКАКАФ 2025          |
| 3                                    | 29 червня 2025                       | Саудівська Аравія                    | 2–0                                  |                                      |                                      | 30'                                  | Золотий кубок КОНКАКАФ 2025          |
| 4                                    | 3 липня 2025                         | Гондурас                             | 1–0                                  |                                      | 47'                                  | 71'                                  | Золотий кубок КОНКАКАФ 2025          |

Всього: 4 матчі / 0 голів; 2 перемоги, 1 нічия, 1 поразка.

## Досягнення
Збірна Мексики
- Володар Золотого кубка КОНКАКАФ: 2025[19]